# 元喆喜
元 喆喜（ウォン・チョリ、朝鮮語: 원철희、1938年6月29日 - ）は、大韓民国の政治家。第16・17代農業協同組合中央会会長、第16代韓国国会議員などを歴任した。
本貫は原州元氏。キリスト教徒。

## 経歴
日本統治時代の忠清南道牙山郡排芳邑出身。温陽中学校、ソウル大学校法学科卒、中央大学校社会開発大学大学院、高麗大学校政策科学大学院修了。1978年以降は農協会長秘書官、青瓦台経済秘書官（農林水産部担当）、農協忠南道支会長、農協中央会常任理事（流通担当）・第16・17代会長（1994〜1999年）、銀行連合会副会長、農民新聞社社長、農水畜林協中央会協議会長、韓国協同組合協議会代表、国際協同組合同盟理事、自由民主連合政策委員会議長・政策諮問委員長、国際農業協同組合機構（ICAO）会長、国会農林海洋水産委員会委員、農食品新流通研究院理事長などを務めた。

## 不祥事
元は農協会長在任期間、業務推進費など名目で6億ウォン余りを横領した容疑により、1999年4月に拘束・起訴され、1、2審とも懲役2年6か月、執行猶予3年の刑を宣告されたが、同年7月に大法院が判決を破棄送還した。また、2002年にも横領容疑で懲役1年6か月、執行猶予2年の刑を宣告された。2003年4月、刑の確定により国会議員を失職した。